# Ex Machina (compagnie)
Pour les articles homonymes, voir Ex Machina.
Ex Machina est une compagnie multidisciplinaire située à Québec, fondée en 1994, par le metteur en scène Robert Lepage avec le groupe de ses collaborateurs.

## Objectifs

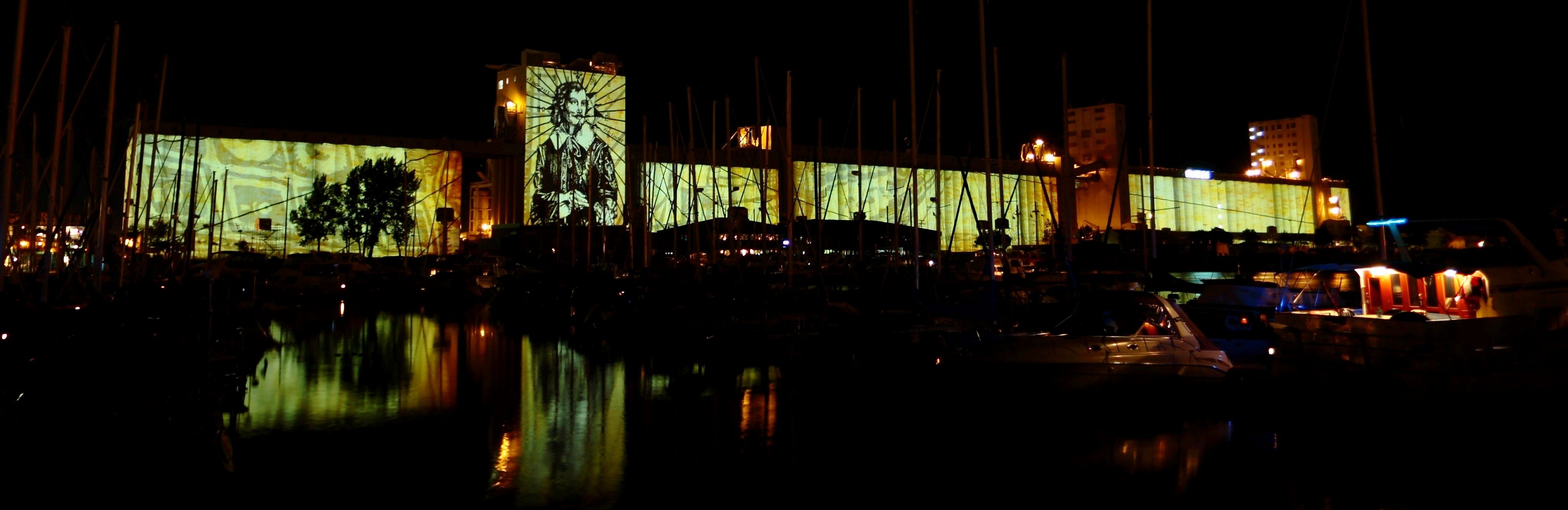
Le Moulin à images, une création d'Ex Machina.

Les fondateurs d'Ex Machina font le pari que le mélange des arts de la scène, de même que la confrontation entre eux d’artistes de différentes disciplines et aussi avec des scientifiques, des auteurs et des créateurs d’autres disciplines, est une condition essentielle pour la création. La compagnie réunit donc des producteurs de films, auteurs, comédiens, acrobates, musiciens, contorsionnistes, infographistes, marionnettistes, scénographes, chanteurs d’opéra, techniciens, etc. Elle conjoint le chant ou la musique avec le cinéma, la vidéo et le multimédia, la narration et les nouvelles technologies. Sa visée est le surgissement de nouvelles écritures avec nouvelles technologies et sa mission est de se poser comme un cadre qui favorise ce surgissement.

## La Caserne Dalhousie

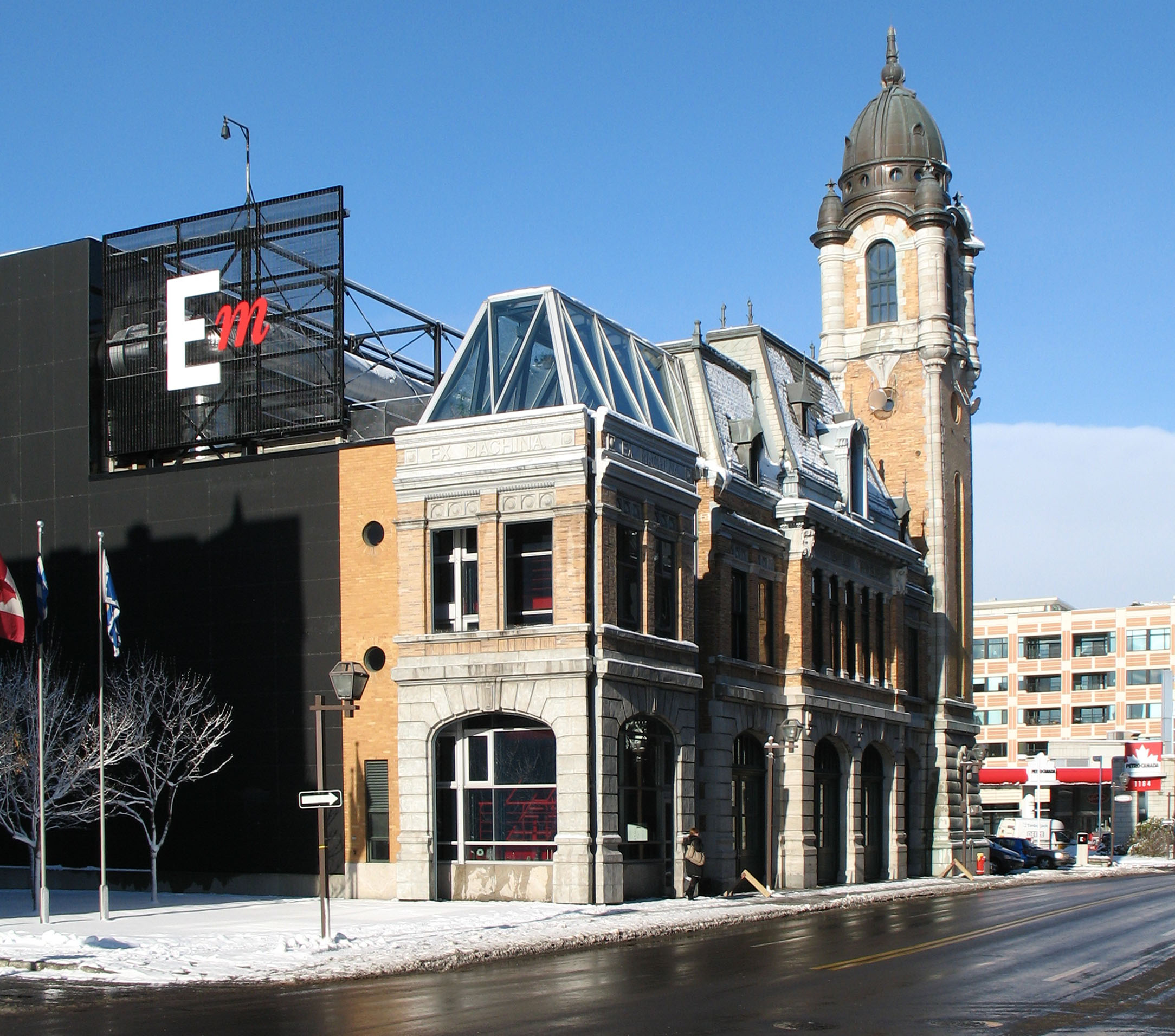
Ex Machina disposait de la Caserne Dalhousie jusqu'en 2019

Pour ses activités, Ex Machina disposait de la Caserne Dalhousie jusqu'en 2019, située au 103, rue Dalhousie (près du Musée de la Civilisation) dans la Basse-Ville du Vieux-Québec. Elle a été inaugurée le 2 juin 1997. Aujourd'hui, Ex Machina réside au théâtre Le Diamant à l’entrée du Vieux-Québec.
Ce centre de création multidisciplinaire s’est établi au Vieux-Port-de-Québec, dans un espace riche d’histoire, avec la restauration d'une caserne de pompiers à l’abandon, d’où son nom : La Caserne Dalhousie. C’est là qu’Ex Machina développait tous ses projets et toutes ses créations. C’est un studio de tournage, un atelier pour monter des décors ou répéter des spectacles. C’est un point de ralliement pour des créateurs et artistes qui viennent du monde entier pour contribuer aux productions d’Ex Machina.
La caserne Dalhousie, « poste de pompier numéro 5 », a été érigée en 1912 selon les plans de l'architecte George Émile Tanguay dans le style éclectique. Elle a été utilisée jusqu'en 1978, moment où l'on a réorganisé le Service des incendies.